# Effigy of the Forgotten
Effigy of the Forgotten (traducido: Efigie de los Olvidados) es el álbum debut de la banda de death metal Suffocation, lanzado en 1991. Considerado como uno de los álbumes más innovadores dentro del death metal, ha servido de inspiración para varias bandas a futuro.
Este álbum es considerado como uno de los álbumes de death metal más sofisticados en cuanto a estructura musical. El nivel de tecnicismo en los instrumentos y en el álbum en particular era algo poco común en bandas de death metal. 5 de las canciones en el álbum son regrabaciones de temas que ya habían sido lanzados anteriormente (por ejemplo, Infecting the Crypts había salido en el EP Human Waste) mientras que los otros 4 temas son nuevos. Este álbum está dedicado a la memoria de Roger Patterson, exbajista de Atheist, quién murió en un accidente de auto en 1991.

## Lista de canciones
Todas las letras creadas por Suffocation.
| N.º   | Título                    | Duración |  |
| 1.    | «Liege of Inveracity»     | 04:28    |  |
| 2.    | «Effigy of the Forgotten» | 03:47    |  |
| 3.    | «Infecting the Crypts»    | 04:45    |  |
| 4.    | «Seeds of the Suffering»  | 05:51    |  |
| 5.    | «Habitual Infamy»         | 04:15    |  |
| 6.    | «Reincremation»           | 02:52    |  |
| 7.    | «Mass Obliteration»       | 04:30    |  |
| 8.    | «Involuntary Slaughter»   | 03:00    |  |
| 9.    | «Jesus Wept»              | 03:38    |  |
| 37:06 |                           |          |  |

## Miembros
- Frank Mullen - Voz
- Terrance Hobbs - Guitarra
- Josh Barohn - Bajo
- Doug Cerrito - Guitarra
- Mike Smith - Batería

### Músicos invitados
- George "Corpsegrinder" Fisher - Voces adicionales en «Reincremation» y «Mass Obliteration»

- Datos: Q1296200